# Imaginaire du cannibalisme océanien

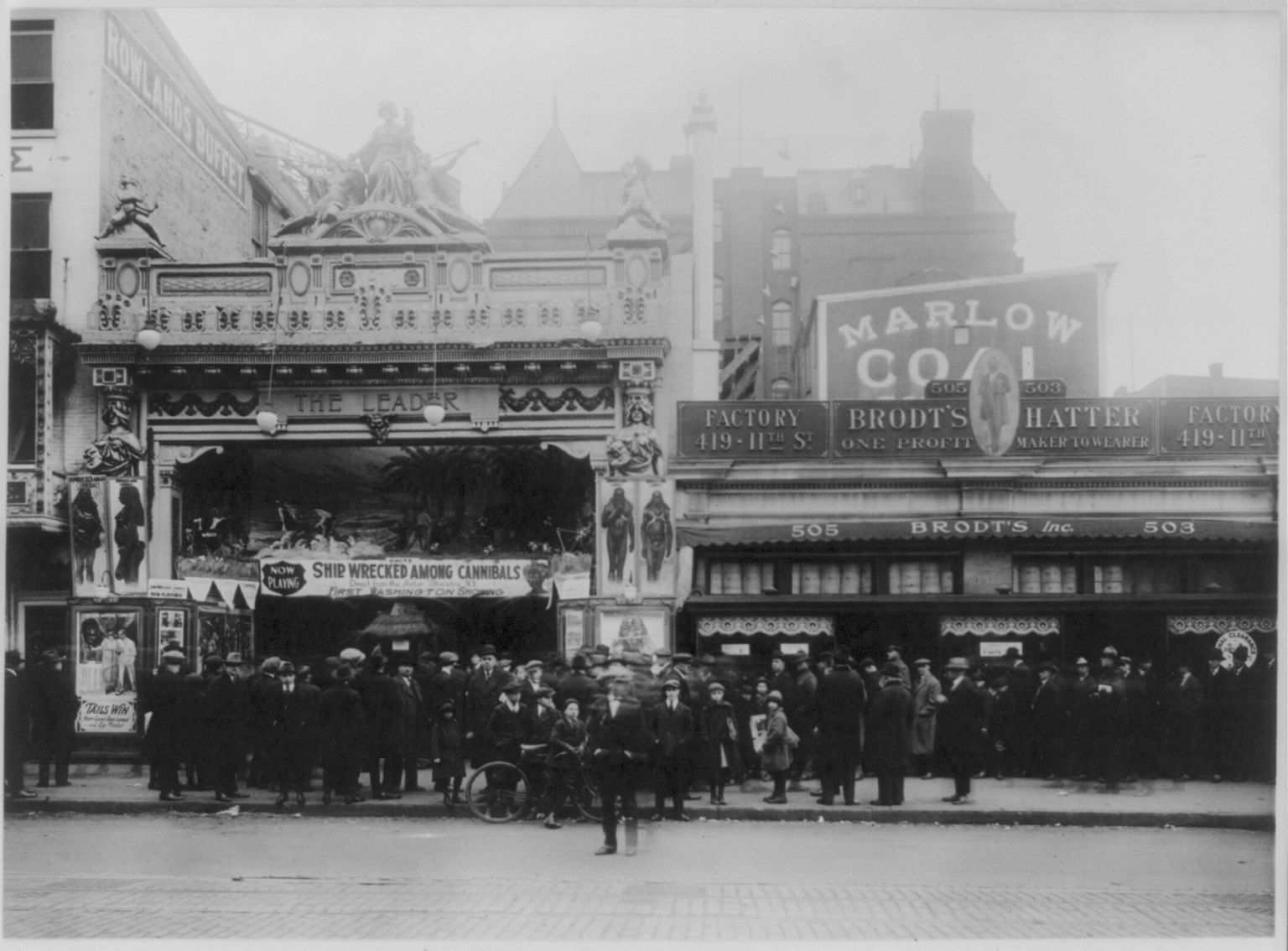
Un attroupement devant un cinéma décoré aux États-Unis pour un visionnage de Shipwrecked Among Cannibals en 1920.

L'imaginaire du cannibalisme océanien est un ensemble de croyances développées aux XVIIIe et XIXe siècles selon lesquelles l'anthropophagie serait particulièrement prévalente au sein des peuples autochtones océaniens, et particulièrement chez les « Mélanésiens ». Les répercussions de cet imaginaire, qui est lié à la colonisation européenne du Pacifique, rendent particulièrement difficile l'étude historique des pratiques de consommation de chair humaine qui ont existé dans la région à l'instar du reste du monde. Dans les années 1980 et 1990, ces représentations ont donné lieu à un vaste débat d'historiens. Au cinéma, dans la littérature et aussi dans l'industrie touristique, le thème du cannibalisme océanien a connu de multiples interprétations. 

## Histoire des idées

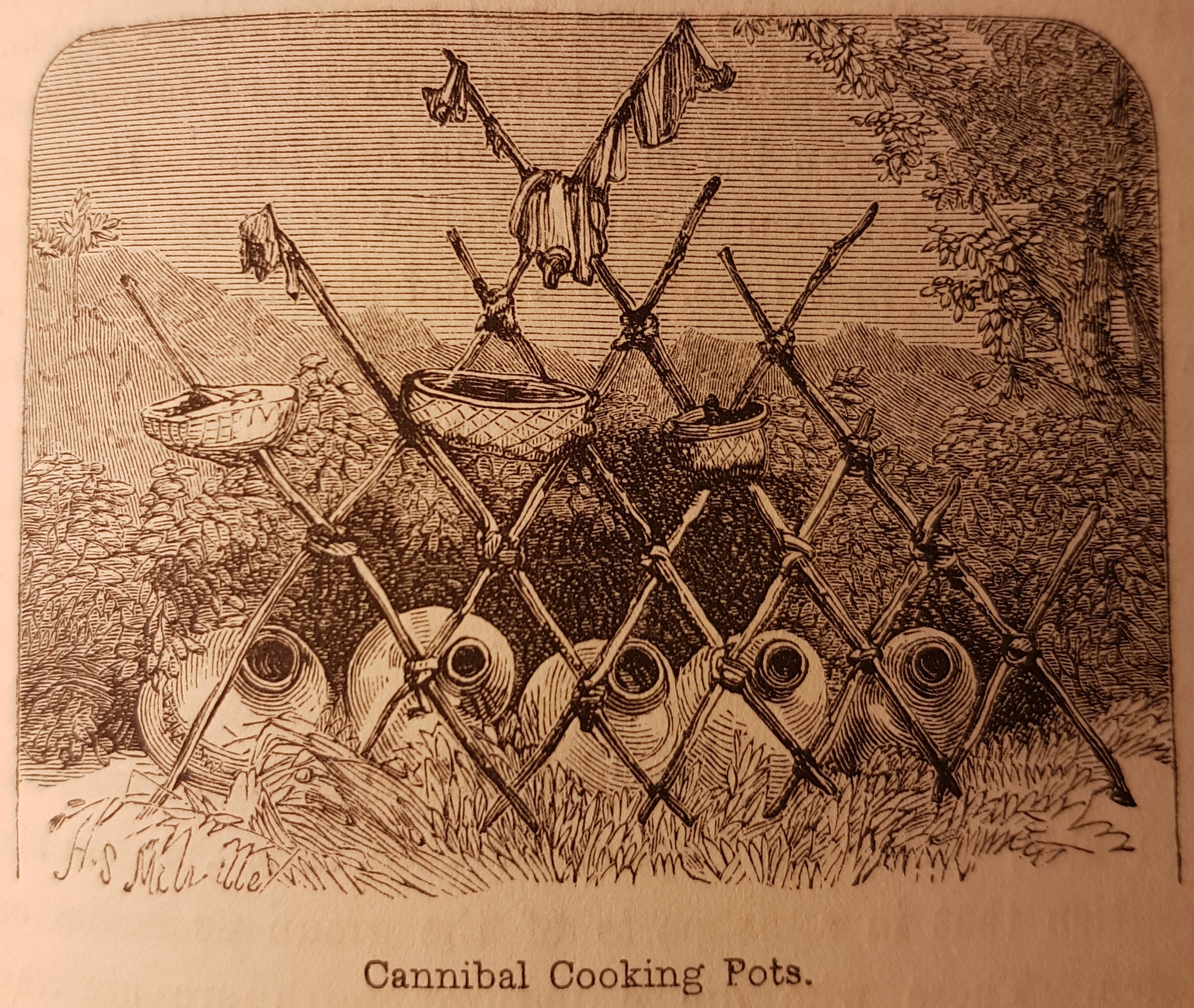
Une gravure de céramiques fidjiennes qualifiées de marmites de cannibales dans un ouvrage de l'explorateur James Greenwood paru au XIXe siècle.

Selon l'historien Nicolas Cambon, très tôt à partir des années 1770, les explorateurs et les missionnaires se persuadent que les habitants des îles du Pacifique pratiqueraient l'anthropophagie. Dans les faits, les observations directes de l’acte « demeurent bien rares », mais des récits de voyage diffusent les rumeurs en Europe, et ces témoignages suscitent l'engouement en France et en Angleterre, où le supposé cannibalisme océanien devient un sujet de débat majeur. Les philosophes et penseurs métropolitains se posent des questions sur les raisons de cet étonnant phénomène, dont la réalité est paradoxalement pensée comme une évidence. La principale explication proposée par les intellectuels européens durant cette période est que le fait d'habiter sur une île mènerait tôt ou tard au cannibalisme.
Selon le Historical Dictionary of Discovery and Exploration of the Pacific Islands, l'expression « Îles Cannibales » a commencé à être utilisée pour décrire les Fidji après que William Bligh y soit passé en 1789, mais « les Fidjiens ne sont des cannibales que dans la définition européenne du terme », puisque « le cannibalisme est un discours européen qui a évolué à partir des préoccupations européennes concernant le primitif ». En effet, l'anthropophagie rituelle d'ennemis pratiquée par les Fidjiens ne servait pas à l'alimentation proprement dite, et avait bien plus des motifs politiques, spirituels et symboliques. Dans tout le Pacifique depuis les écrits de James Cook jusqu'au XXe siècle, les termes « cannibale », « chasseur de têtes » et « sauvage » sont utilisés dans le vocabulaire des Européens pour identifier la disposition prétendument violente des populations autochtones rencontrées au cours des voyages.

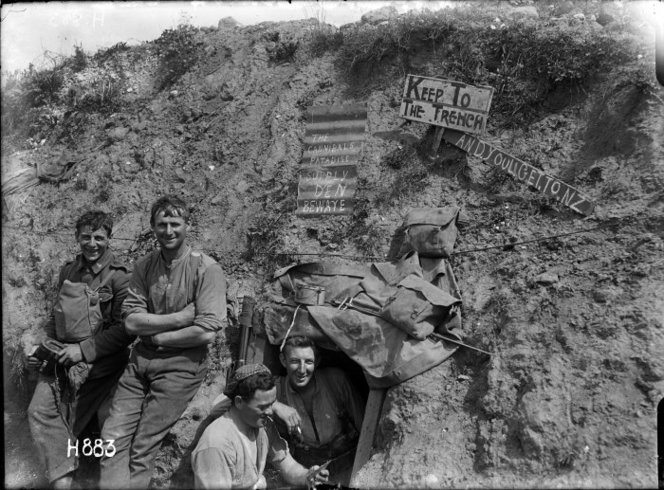
Des soldats néozélandais mettent en scène un paradis des cannibales (The Cannibals Paradise Supply Den / Beware) par référence aux Māori, pour se moquer des Allemands.

L'imaginaire du cannibalisme océanien devient petit à petit un élément important des discours européens, servant par exemple dans les caricatures de dirigeants politiques étrangers ou dans les débats philosophiques des Lumières. Cet imaginaire repose sur les idées de l'exotique et du primitif, et les occurrences d'anthropophagie en Europe ne sont jamais mises sur le même plan. Le mythe des « cannibales » sert de motivation aux missions chrétiennes dans le Pacifique, par exemple à Erromango.
Selon Peter Kitson (en), l'imaginaire du cannibalisme océanien a joué un rôle essentiel dans la construction des catégories racistes qui ont servi à justifier la colonisation de l'Océanie. Spécifiquement, d'après Kitson, la figure du « cannibale » est une des fondations de la distinction établie par les géographes métropolitains entre les habitants « noirs » de la « Mélanésie » (litt. « îles noires ») et ceux à la peau claire de la « Polynésie », présentés comme plus avancés dans l'idéologie du progrès des civilisations.
L'imaginaire du cannibalisme mélanésien est encore au XXIe siècle utilisé pour justifier le rattachement de la Papouasie occidentale à l'Indonésie.

### Expositions humaines et musées
Aux XIXe et XXe siècles, des personnes océaniennes sont exposées dans le monde européen en tant que « cannibales », au sein de cirques ou de zoos humains.

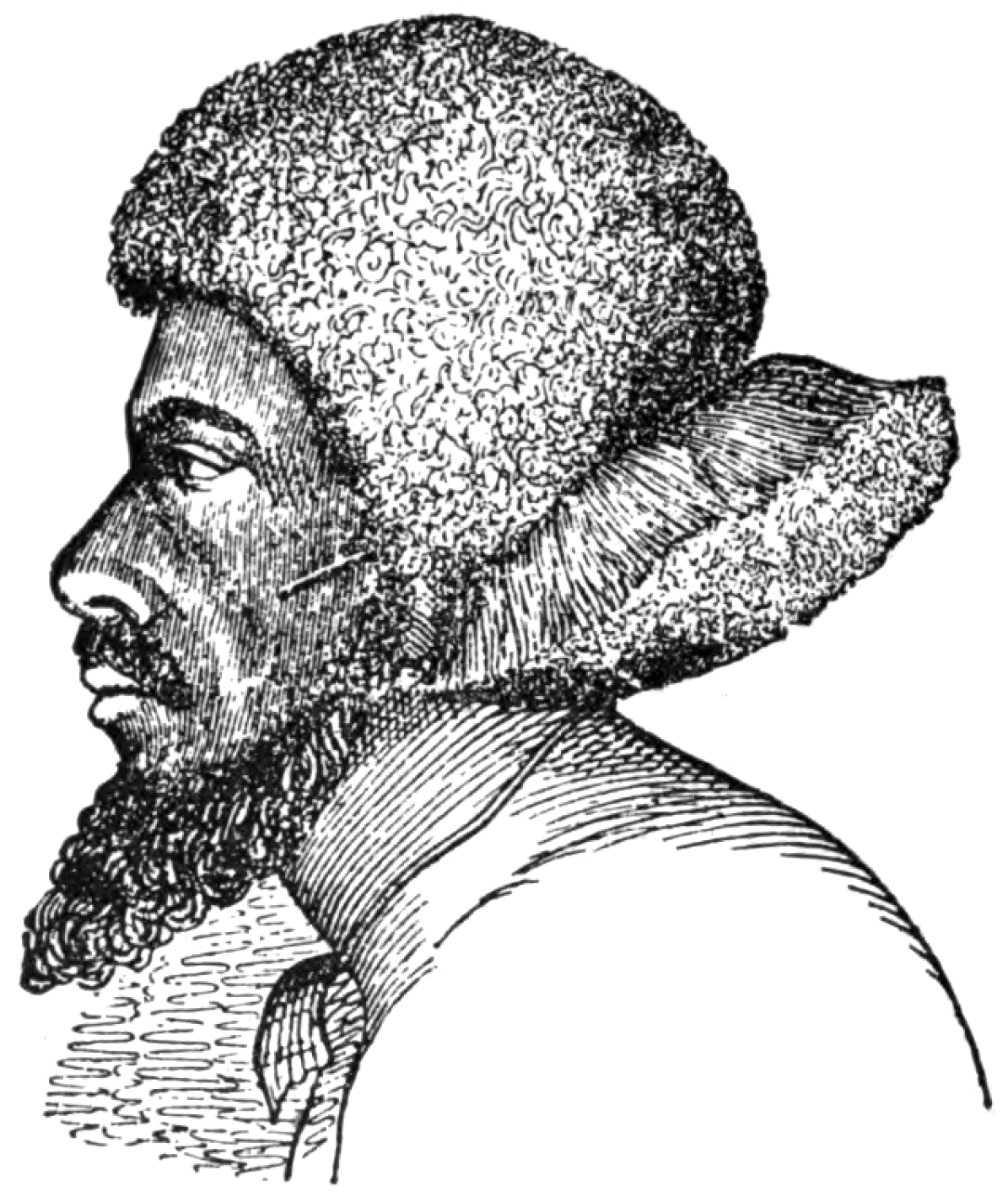
Capturé par l'expédition Wilkes, le Fidjien Ro Veidovi est exposé à New York sous le sobriquet de chef cannibale Vendovi.
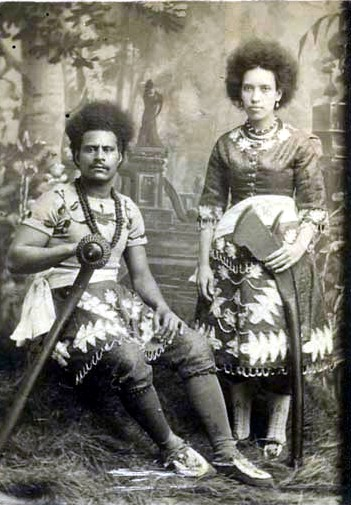
Deux personnes exhibées en tant que cannibales dans le cirque de Phineas Taylor Barnum.

Un des objets les plus emblématiques de l'imaginaire du cannibalisme océanien est la « fourchette de cannibale », qui est devenue un objet de collection très recherché par les Européens dès le XIXe siècle et une curiosité populaire. La couverture de At home in Fiji de Constance Gordon-Cumming représentait ainsi un tel ustensile. En 2010, l'artiste Alana Jelinek crée une installation au musée de l'université de Cambridge pour critiquer la manière dont le fait de montrer ces objets sans restituer leur contexte perpétuerait des stéréotypes colonialistes. Un article de 2018 sur le même musée corrobore le propos de cette artiste: « le grand nombre de fourchettes « de cannibales » en circulation comprenait de nombreux exemplaires produits pour satisfaire la fascination européenne pour les pratiques « sauvages ». » . En 2017 à Sotheby's, un tel objet est vendu pour 16 250 dollars, alors même que le catalogue précise clairement que les « fourchettes de cannibales » sont des supercheries empreintes de préjugés colonialistes : selon l'analyse de Donna Yates et Simon Mackenzie, la connaissance de ce contexte historique sombre a rendu la babiole fascinante pour l'acheteur par sa charge de violence symbolique raciste à l'égard des Mélanésiens.

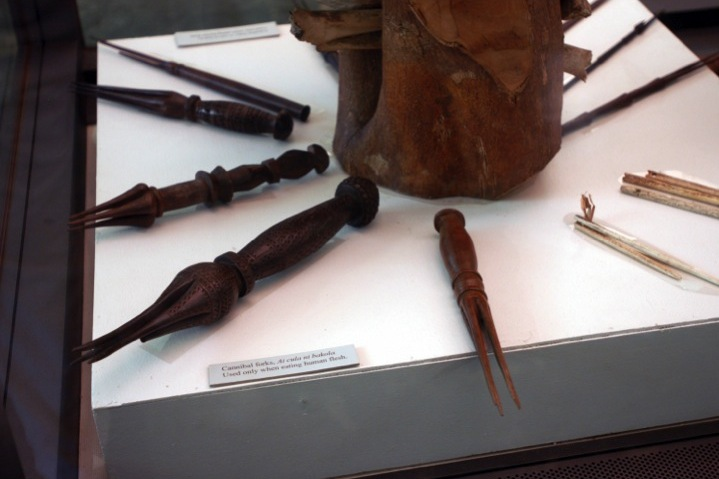
Des « fourchettes de cannibales » exposées au musée des Fidji.
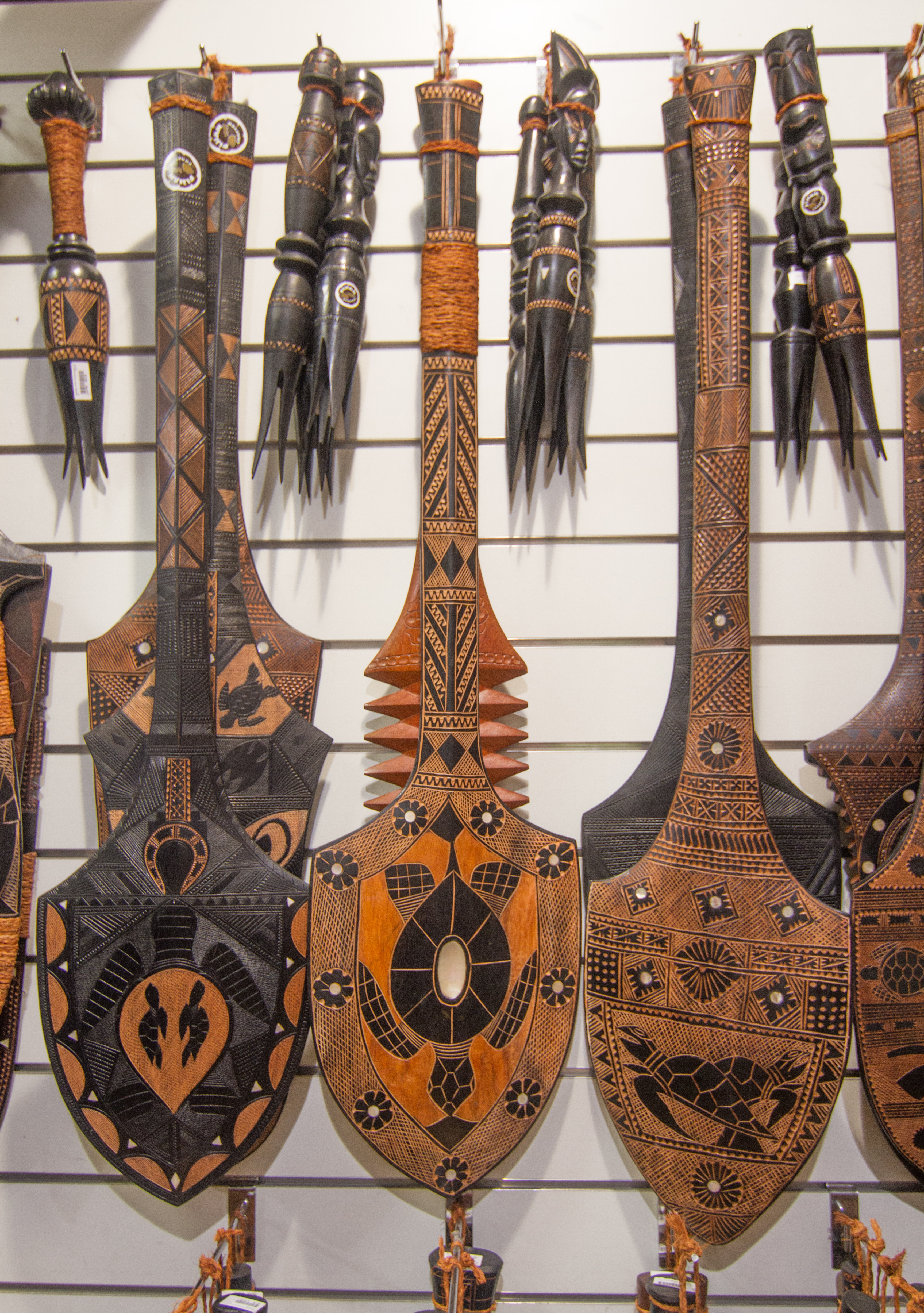
Des « fourchettes de cannibales » en vente dans un magasin de souvenirs aux Fidji.
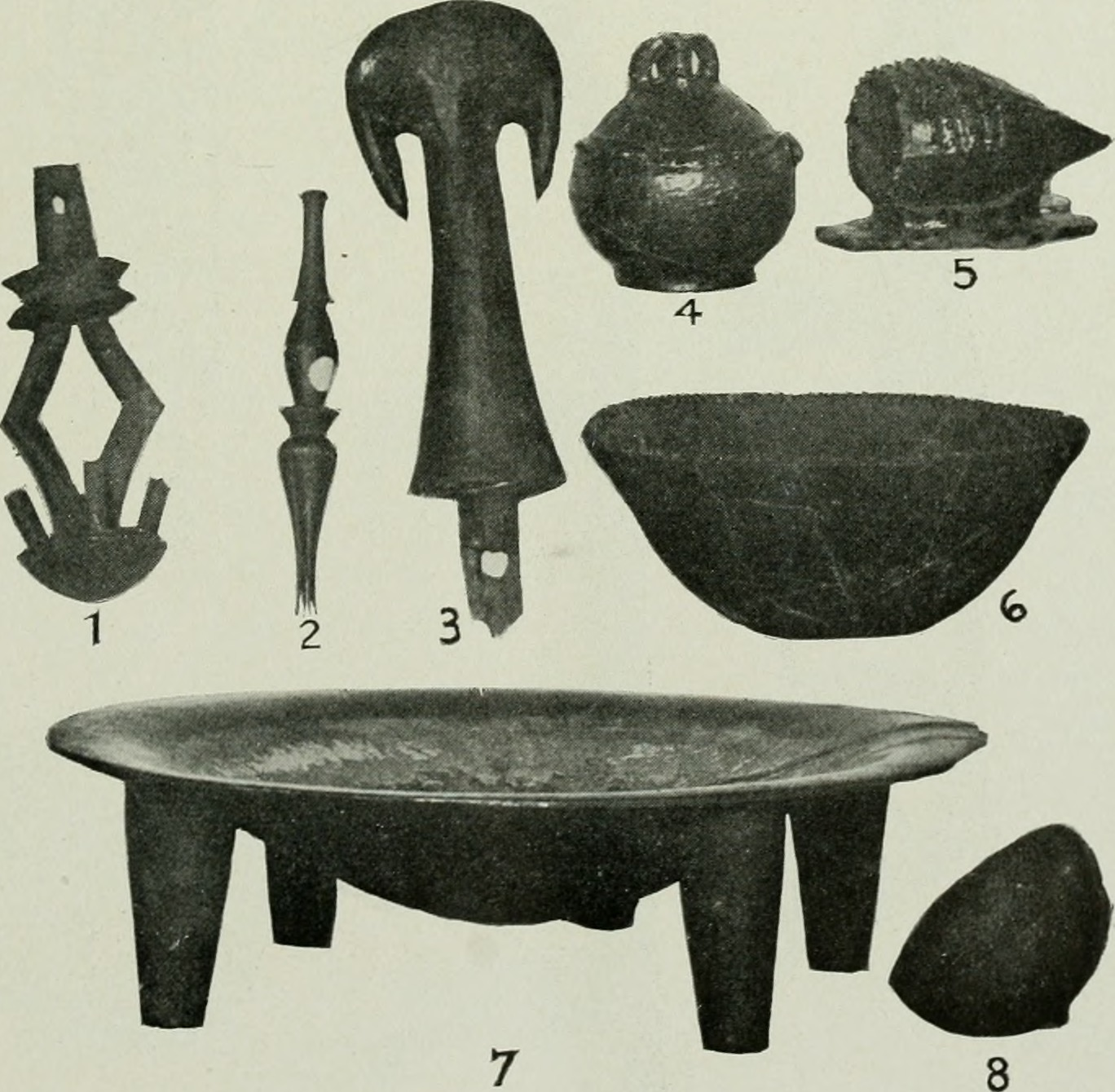
Un service de vaisselle incluant une « fourchette de cannibales » dans le magazine Natural History (en) en 1909.
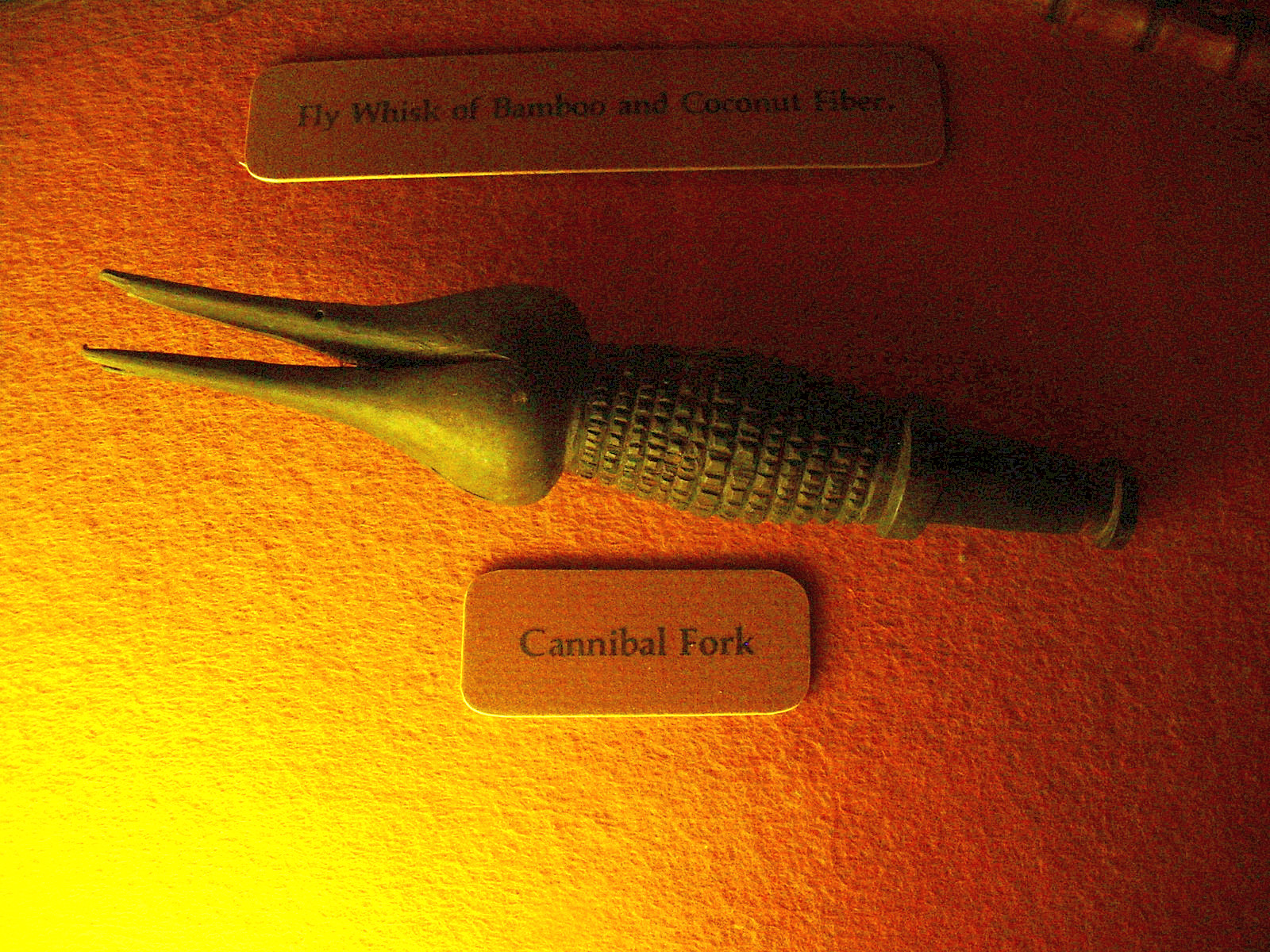
Au musée Bishop en 2008.

## En littérature
Dans Taïpi, le héros doit partager la couche d'un « cannibale » océanien. Comme dans les autres romans de Melville, cette représentation du « sauvage cannibale » est reliée à celle de l'homosexualité, vue comme tout aussi immorale, repoussante et fascinante. De manière plus générale, la représentation d'un cannibalisme océanien dans la littérature de Melville est liée aux questions de relations de pouvoir coloniales.
Jack London part en Mélanésie dans l'espoir d'assister à un festin cannibale, mais est déçu de ne rien trouver. Comme London, Robert Louis Stevenson, lors de ses voyages dans le Pacifique, qualifie des personnes autochtones de « cannibales » dans les légendes de ses photos. Dans ce cas particulier, l'invocation de l'anthropophagie avait peut-être paradoxalement une fonction anti-colonialiste, en présentant les peuples colonisés comme forts et menaçants.
Dans son livre Totem et Tabou, qui réinterprète notamment le concept polynésien de tapu pour donner son idée psychanalytique du tabou, Sigmund Freud présente l'existence du cannibalisme océanien comme une évidence.
Dans un des premiers romans par une personne kanak, L'Épave de Déwé Gorodey, la figure du cannibale océanien est hybridée avec celle de l'ogre des contes de fée qui représente le viol incesteux. Cannibale de Didier Daeninckx raconte l'histoire des Kanak exhibés à l'exposition universelle de Paris.
Le Garçon qui avait peur utilise l'imaginaire du cannibalisme océanien.
Cartographie des nuages, un roman de science-fiction dans un cadre océanien, reprend le thème du cannibalisme et fait des références aux questions d'anthropophagie dans Robinson Crusoé.

## Au cinéma
Au début du XXe siècle, des réalisateurs américains commencent à produire des films sur l'Océanie. Les premiers sont Martin et Osa Johnson et Edward A. Salisbury. Ils tentent de capturer des scènes de cannibalisme, en vain.

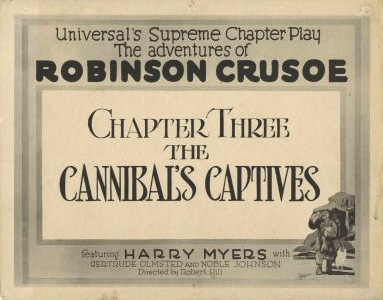
Carte-titre du chapitre sur les « cannibales » d'une adaptation de Robinson Crusoé.
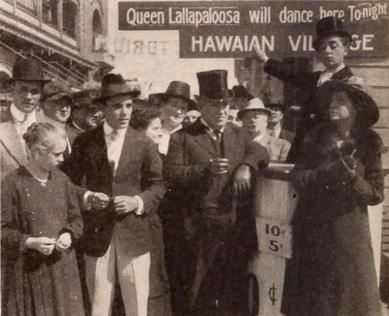
Scène du film His Cannibal Wife, une comédie qui raconte le tournage d'un film sur des « cannibales » hawaïens.
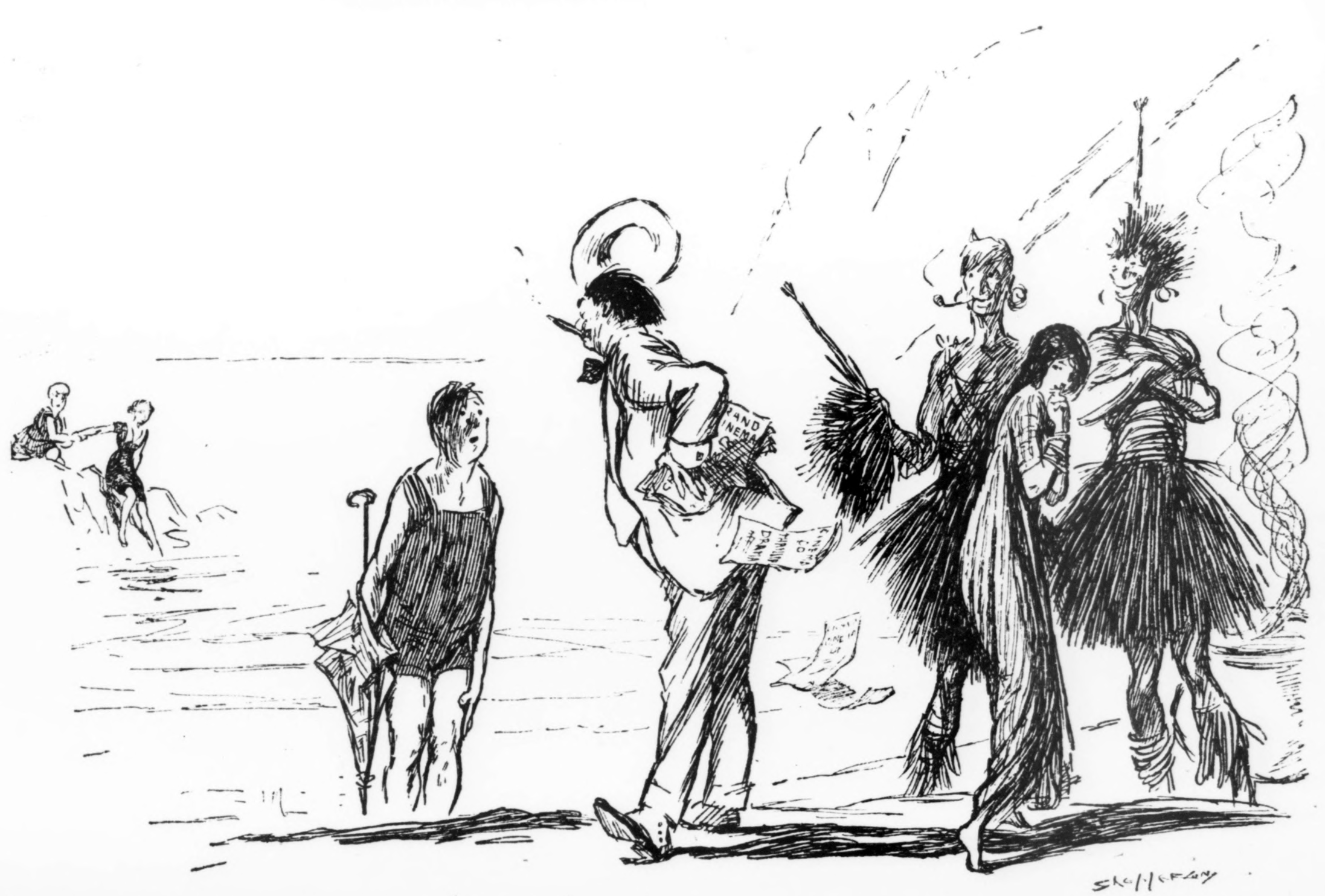
Ce dessin d'un numéro de Punch en 1914 met lui aussi en scène le tournage d'un film sur les « cannibales ».

## Historiographie
À partir de la publication de The Man-Eating Myth (en) en 1979, une longue controverse historiographique prend place. Elle oppose deux opinions principales. Selon la première, les récits de cannibalisme concernant les peuples colonisés doivent principalement être analysé sous l'angle de la projection de stéréotypes européens. Selon la seconde, ces récits doivent être considérés comme des sources véridiques pour écrire l'histoire des pays concernés. Les premiers reprochent aux seconds de reproduire des clichés colonialistes. Les seconds répondent aux premiers qu'ils sont aveuglés par leurs présupposés eurocentriques concernant le caractère dégoûtant de la consommation de chair humaine. Patrick Brantlinger, dans un article de 2006, constate toutefois le consensus suivant entre les deux factions : « Les critiques notent toutefois à juste titre que les personnes qui ont véritablement pratiqué différents types de cannibalisme n'ont jamais eu autant d'importance dans l'histoire (occidentale) que les stéréotypes censés les représenter. Les deux camps de la dispute historienne s'accordent à dire que les cannibales imaginaires n'ont été que trop influents en tant que stéréotype négatif d'« Autres » non occidentaux, servant comme excuse pour l'extermination de ces Autres. »
Entre octobre 2001 et février 2002 en France hexagonale, trois expositions apparentées intitulées Kannibals et Vahinés cherchent à déconstruire les clichés de l'imaginaire du cannibalisme océanien.

## Tourisme

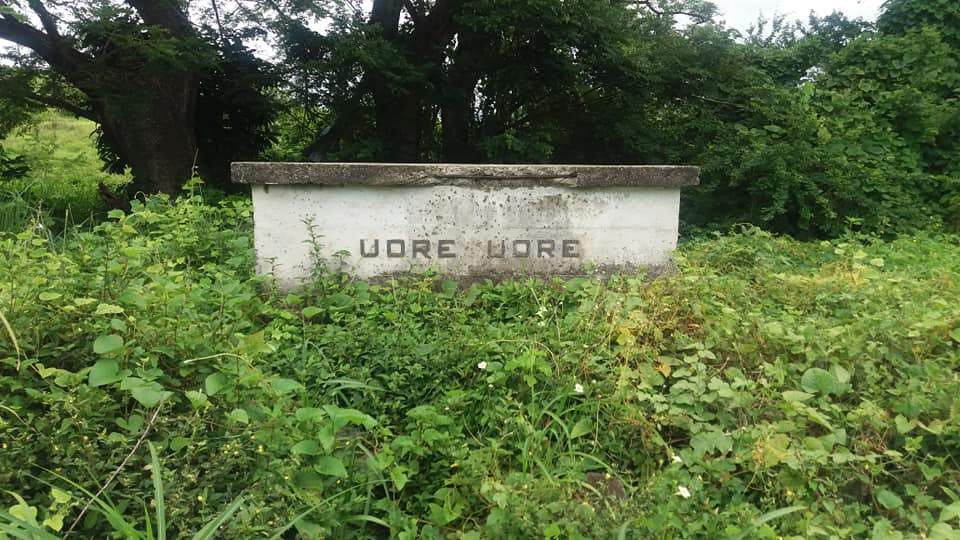
La tombe de Ratu Udre Udre, inscrit au Guiness des Records comme le plus prolifique cannibale du monde sur la base d'un comptage de cailloux symboliques par un missionnaire au XIXe siècle, est une attraction touristique aux Fidji.

Dans les pays d'Océanie, l'image du cannibale est encore mobilisée au XXIe siècle par les industries touristiques locales afin d'attirer la curiosité des visiteurs. Aux Fidji notamment, plusieurs sites touristiques portent des noms évoquant le cannibalisme. Tracey Banivanua-Mar de l'université La Trobe explique que les Fidji tirent certes profit de l'exploitation de leur image de « cannibales », mais elle regrette que le recyclage de cet imaginaire hérité de l'ère coloniale y empêche de manière générale de poser un regard réaliste sur les faits historiques.

## Bibliographie

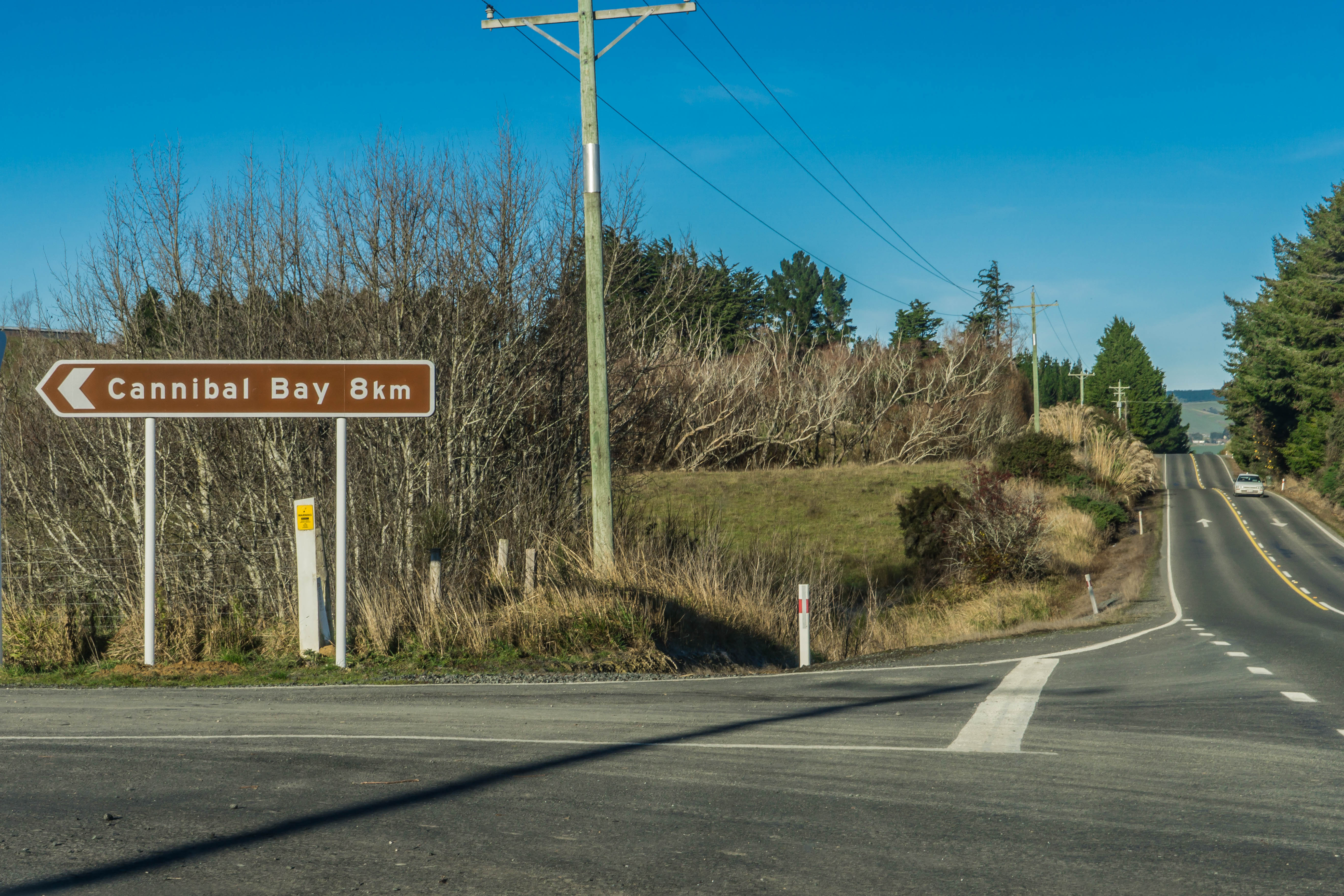
Cannibal Bay en Nouvelle-Zélande, nommée d'après des restes humains retrouvés sur place.

#### Documentaires
- [vidéo] « Extraits du film Cannibales et vahinés »Nouvelle-Calédonie la 1ère, 22 septembre 2019, 4:5 min
- Cannibal Tours (en) [voir en ligne] (présentation en ligne)